# Niels W. Gade
Niels W. Gade (født Niels Wilhelm Gade 22. februar 1817 i København, død 21. december 1890 sammesteds) var en dansk komponist, dirigent og organist. Gennem mere end fyrre år var Gade den dominerende skikkelse i dansk musikliv. Hans mest kendte værk er Elverskud (ballade for soli, kor og orkester).
Gade var søn af en kendt klaver- og guitarbygger, og det var derfor naturligt at han skulle være musiker. Han blev bl.a. elev af komponist A.P. Berggreen og spillede gratis violin i de københavnske orkestre for at lære faget. Niels W. Gade fik sit europæiske gennembrud som komponist som 24-årig i 1841 med fantasi-ouverturen Efterklange af Ossian.
Hans Symfoni nr. 1 Paa Sjølunds fagre Sletter blev uropført af Felix Mendelssohn med Gewandhausorkestret i Leipzig. Den var så stor en succes, at Mendelssohn tilbød ham at blive sin assistent. Han slog sig ned i byen og blev hurtigt et stort navn i Tyskland. Han var personlig ven med Robert Schumann, Liszt og Wagner. Ved Mendelssohns død i 1847 overtog Gade hans stilling som chef for orkestret og blev verdensberømt.
Ved udbruddet af den dansk-tyske krig i 1848 blev Gade tvunget til at vende hjem til Danmark, da han risikerede at blive indkaldt til kommunalgarden i Leipzig. Hjemme i København blev Gade gift med en datter af komponisten J.P.E. Hartmann, Sophie. De to komponister stiftede inspireret af Mendelssohn Det Kongelige Danske Musikkonservatorium. Gade var leder af Musikforeningen med dets store kor, der blandt andet sang Gades mange korværker. Som ældre rejste han meget ofte til Tyskland, England og Holland for at dirigere. Gade levede af indtægterne fra sine værker og af at være organist i Holmens Kirke.
Niels W. Gade regerede næsten enevældigt det danske musikliv i anden halvdel af 1800-tallet. Efter Gades død i 1890 blev Carl Nielsen den førende komponist.
Niels W. Gade er stadig en verdenskendt komponist, og der indspilles jævnligt nye plader med hans musik i Danmark og i udlandet. De kendteste værker er Symfoni nr. 1 i c-mol, Elverskud, sangene Paa Sjølunds fagre Sletter og Grøn er vårens hæk. Han skrev også balletmusik, orgelmusik og en række meget populære korværker.
En bagatel, han ikke selv vurderede højt, Brudevalsen, er nu en fast del af ethvert dansk bryllup. Det siges at balletmester August Bournonville fiskede noderne op af den papirkurv, Gade havde kastet dem i.
Gades søn Axel Gade blev en kendt violinist, og han var også komponist. Fra 1973 til 1983 var der et museum for Niels W. Gade i Humlebæk overfor Louisiana museet. Det var drevet af Gades barnebarn Johannes W. Gade.

## Liv og gerning

### Barndom og ungdom
Gade var født i et beskedent borgerhjem; hans fader var musikinstrumentmager, både han og hans hustru stammede fra landet. Gades fader var en livlig, munter og fantasifuld natur, mens hans moders karakter var mere nervøs, indadvendt og af en vis hårdhed og selvsikkerhed. Gades barndom hengik ret frit og ubunden: skoleundervisningen indskrænkede sig til det nødtørftigste, og i øvrigt morede det ham at gå til hånde i faderens værksted — hvor han tidlig blev bekendt med instrumenterne fra deres håndværksmæssige side — eller at tegne, spille komedie, klimpre på klaver eller på tidens yndlingsinstrument, guitaren.
Efter konfirmationen kom Gade i lære hos faderen, men efter hans eget ønske opgaves denne livsplan igen; musikervirksomheden blev valgt i stedet, og i 18 års-alderen fik han den kendte violinspiller F.T. Wexschall til lærer og gjorde nu så hurtige fremskridt, at han dels blev elev i Det Kongelige Kapel, dels kunne optræde som solist ved koncerter (også på en rejse i Sverige og Norge), og det med al honnør.
Snart efter fik Gade teoretisk undervisning af A.P. Berggreen, der ledede hans første skridt på komponistbanen og var den, der offentliggjorde Gades første sangkompositioner, dels i sin "Musikalske Tidende", dels i "Melodier til fædrelandshistoriske Digte", hvoriblandt findes: "Paa Sjølunds fagre Sletter" (1838). Allerede disse første forsøg er gennem påvirkning fra Berggreen og C.E.F. Weyse (for hvem Gade vikarierede ved orgelet i Vor Frue Kirke) udpræget nationalt "danske".
Den senere klassiske og den romantiske musik, der kun forsigtig var præsenteret københavnerne, lærte Gade at kende gennem samkvemmet med jævnaldrende musikvenner; den klassiske og nyere samtidige litteratur nærmest gennem Berggreen og sin mere åndsudviklede ven, den senere skuespiller Frederik Høedt.

### Gennembrud som komponist
Gade havde vel i 1839 efter opfordring komponeret musik til "Aladdin" og senere til balletten "Fædrelandets Muser", men ingen så endnu i ham andet end en lovende violinspiller. Som komponist brød han pludselig og ubetinget igennem med sit op. 1: Ouverturen "Nachklänge von Ossian" (1840). Ouverturen var for så vidt et lejlighedsarbejde, som den var fremkaldt ved en konkurrence, til hvilken Musikforeningen havde indbudt, og som indbragte Gade førsteprisen (ifølge dommerne Spohrs og Schneiders kendelse), men den var dybere set udtryk for al romantikken, alt det noget tungsindige sværmeri hos den unge musiker; den var tillige udtryk for, hvilken indflydelse Schubert og til dels Mendelssohn havde haft på hans musikalske natur, samtidig med, at den indeholdt træk, der var og vedblev at være meget ejendommelige for Gade. I teknisk (navnlig orkestral) henseende var ouverturen så udmærket, at det vakte den største opsigt.

### Internationalt gennembrud
Efter denne glimrende indledning fulgte nogle arbejder, der vel ikke blev modtagne med samme opmærksomhed fra publikums side, men vidnede om, at Gade, efter at isen var brudt, følte en levende trang til at frembringe. Disse arbejder, blandt hvilke nævnes "6 danske Sange" (tilegnede Weyse), klaversonate i E-mol (til Liszt, senere omarbejdet som Op. 28), musik til H.C. Andersen’s "Agnete og Havmanden" og til Oehlenschlägers "Skt Hans Aftenspil", kulminerede i den "1. Symfoni i C-mol". Heller ikke dette, snart så berømte værk modtoges straks med synderlig velvilje af Musikforeningen, hvortil det var indleveret. Da foreningen stillede sig så kølig og udsatte opførelsen, gjorde Gade resolut det skridt, der skulle blive af betydning for hans hele liv: han sendte - som det antages på Høedts tilskyndelse - symfonien til selve Mendelssohn-Bartholdy i Leipzig, og Mendelssohn ikke blot svarede ham i et i begejstrede udtryk affattet takkebrev, men lod symfonien opføre ved "Gewandhaus-Koncerterne" den 2. marts 1843, hvor dens ungdommelige kraft og fremmedartede kolorit vakte den mest levende interesse. Herefter kunne Musikforeningen ikke holde sig tilbage, symfonien spilledes også med stort bifald i København, og den anerkendelse, der således ude og hjemme var blevet Gade til del, skaffede ham en rigelig rejseunderstøttelse af fonden ad usus publicos (1844).

### Læreår i udlandet
Leipzig og Mendelssohn var rejsens mål. I Leipzig tog Gade nu ophold i en række år (bortset fra et besøg i Italien, hvis betydning for Gades kunst i alt fald ikke direkte kan efterspores), og han sluttede sig nær til Mendelssohn, samtidig med, at han også trådte i et venskabeligt forhold til Robert Schumann, der som ledende kritiker havde taget sig varmt af Gades kunst. Til den tredje samtidige musikkens stormand, Richard Wagner, kom Gade derimod ikke til at stå i noget nærmere forhold, men han overværede dog i 1846 med beundring Wagners opførelse af Beethovens 9. Symfoni i Dresden, hvor Wagner var kapelmester, og forblev en overgang ikke helt uberørt af den ny stil i Wagners operaer.
Men den revolutionære ånd i Dresden var alt andet end velset i Leipzig, og Mendelssohn, der stillede sig ganske afvisende over for Wagner, vidste særlig at knytte Gade til sig. Og Gade, der væsentlig kunne takke Mendelssohn for den berømmelse, der så pludselig var blevet ham til del, blev en beundrende discipel af den unge, i dannelse og kundskaber ham så overlegne mester. Tydelig spores i Gades musik denne påvirkning, og dens værdi er her ret tvivlsom. Meget af Gades oprindelige, udpræget nordiske, kraftige, tungt lidenskabelige ejendommelighed blev ofret for den formelle klarhed, der var Mendelssohns ideal, men ikke hidtil Gade’s styrke. Forandringen mærkes ikke just i symfoni nr. 2 (E-dur), der i det væsentlige var komponeret hjemme i Danmark, men allerede i de følgende arbejder, som strygekvintet Op. 8, og navnlig oktet Op. 17, symfoni Nr. 3 (A-mol) og ouverturerne "Im Hochlande" og Op. 14 (C-dur [1844-46]). I sin fulde Oprindelighed er Gade dog til stede i den 1846 komponerede kantate "Comala", der behandler et ossiansk stof; i det ufuldførte operaudkast: "Siegfried und Brunhilde" tør man, med hensyn til stofvalget, vistnok se en påvirkning fra Richard Wagner.
Allerede i sæsonen 1844-45 havde Gade foruden lærervirksomheden ved det nyoprettede konservatorium måttet overtage direktionen af Gewandhaus-koncerterne under Mendelssohns fravær, og da denne vendte tilbage, beholdt Gade den ærefulde stilling sideordnet med ham, indtil han efter Mendelssohns død i 1847 atter stod som enedirigent. Den 1. Slesvigske krig (1848) foranledigede ham dog til at vende tilbage til København. Til Leipzig, hvor forholdene måske efter Mendelssohns død kunne være blevne vanskelige nok for ham (han havde som "utysk" adskillige fjender), vendte han kun tilbage på et kort besøg i 1852, ved hvilken lejlighed han dirigerede 10 koncerter, men uden på ny at knyttes fastere til Gewandhaus-institutionen.

### Tilbage i København: leder af Musikforeningen
I København kom Gade snart i forbindelse med "Musikforeningen", og 1850 overtog han ledelsen af dens koncerter. Straks fra begyndelsen af lagde Gade den største energi, omhu, praktisk og æstetisk klogskab for dagen i denne gerning, der væsentlig optog ham resten af livet. Han reformerede orkestret, baserede programmerne på de store klassiske og romantiske mestre, der hidtil havde været lidet eller slet ikke dyrkede. Han opdrog gennem den autoritet, hans begavelse og stilling gav ham, det københavnske musikpublikum - hans fortjeneste på dette punkt er uberegnelig stor — og han har æren af at have gjort det bekendt med sådanne storværker, for hvis opførelse man hidtil havde ment at måtte gå af vejen, som Bachs "Matthæus-Passion", Gluck’s "Alceste" og "Orfeus", Beethovens "9. Symfoni" (for ikke at nævne kammermusik fra Beethoven og frem). Som orkester- og kordirigent besad Gade evner som higen af hans forgængere eller efterfølgere; navnlig var hans sans for velklang og evne til klarlæggelse af kompositionen enestående.

### Produktive år
For "Musikforeningen" komponerede Gade nu næsten alle sine større arbejder, og hans produktion i de følgende år var meget betydelig. På en vis måde kan forholdet til Musikforeningen siges at fortsætte den indflydelse, Mendelssohns kunst og person havde haft på Gade, hos hvem bestræbelsen fremdeles kom til at gå i retning af de klare, rene linjer og det lettilegnelige indhold; men den direkte Mendelssohnske tone forsvinder mere og mere fra Gades kunst, dens melodik og kække rytmik kan undertiden minde om Schumann, dog ikke anderledes, end at Gade’s egen tone fuldt og kraftigt klinger igennem. Og denne tone er den "danske", der præger værker som den prægtige, sommerlyse "Symfoni Nr 4 i B-dur" (1850), "Foraarsfantasien" (1852), skrevet samme år som Gade blev gift med J.P.E. Hartmann’s datter Sophie, balletten "Et Folkesagn" (der blev komponeret i forening med Hartmann) og først og fremmest den geniale ballade: "Elverskud" (1853), sikkert Gades mest ejendommelige og fuldendte værk. Det frejdige, livsglade og lyse præg, der hviler over alle disse værker (ret beset og meget betegnende også over "Elverskud", trods emnets tristhed), viger nu en kort tid fra Gade’s kunst. En stor personlig sorg: hans unge hustrus død, hæmmede en stund hans frembringelse og satte sig derefter spor først i den storslåede salmemelodi: "Udrust dig Helt fra Golgatha", senere (1857) i "Symfoni Nr 6 i G-mol", enestående i Gades senere produktion ved sin mørklidenskabelige og energiske karakter.
I 1857 giftede Gade sig med Mathilde Stæger, og i hans følgende værker genfindes det tidligere lyse præg. Fremmest blandt disse "Musikforeningskompositioner" står kantaterne for soli, kor og orkester, blandt hvilke "Korsfarerne" (1865), "Kalanus" (1869), "Zion" (1874) og "Psyche" (1882) er de største og betydeligste (særlig "Korsfarerne" blev meget populær og opførtes atter og atter), mindre korværker er "Frühlingsbotschaft", "Die heilige Nacht", "Gefion", "Ved Solnedgang" og "Der Strom" (Goethe), komponeret 1889. Jævnsides hermed forøgedes symfoniernes række indtil "den 8. i H-mol" (1871), i hvilken atter for een gang den oprindelige "nordiske" tone anslås - og ouverturerne med "Hamlet" (1861) og "Michel Angelo" (1861). Orkesterstykkerne: "Novelletter", "En Sommerdag paa Landet" (1879), "Holbergiana" (1884) samt "Violinkoncerten" (1880) komponeredes tillige med nogen kammermusik (det felt, på hvilket Gade i øvrigt var mindst virksom) og en del sange. "Koncertkantaten" uddannede Gade til en høj grad af fuldkommenhed, og han står i denne henseende i første linje blandt samtidens musikere. Gennem tekstvalget og den bredt anlagte musik yndede han at give store anskuelige billeder fra myteverdenen eller verdenshistorien. Som symfoniker indtager Gade ligeledes en fremskudt plads; hans navn blev nævnt jævnsides med Mendelssohns og Schumanns. I den danske musik er han en hovedrepræsentant for symfonien - omend hans værker på dette område ikke besidder den klassiske tematiske udarbejdelse, men mere interesserer ved deres friske melodirigdom, stemningsenhed, flugt, formskønhed og velklang.
Disse arbejder skaffede Gade en trofast kreds af varme beundrere; til så mange som ungdomsværkerne havde de ikke bud. I hovedsagen er disse værker udtryk for, hvad der var Gade mest ejendommelig - og vel til alle tider havde været hans natur, hans "danskhed" - stræben efter harmoni og afrundethed, trangen til skønhed og forholdsmæssighed, en frejdig glæde over livet, en mild vemod ved dets sorger og modgang, og på den anden side: ængstelse for det voldsomme og lidenskabelige, skyhed for de skarpe modsætninger, for alt tåget, men rigtignok også for det kraftig karakterfulde. I formel henseende, i kompositionens anskuelighed, i orkestral og vokal velklang, i fin stemmeføring, smagfuld (og original) harmonik, strømmende yndefuld - men lidet vekslende - melodik nåede Gade tidlig mesterskab, og med alle disse indre og ydre egenskaber kulminerede hans senere produktion i "Psyche". "Psyche" er for Gades senere år, hvad "C-mol-Symfonien" var for ungdomsårene og "Elverskud" for manddomstiden.
Af Gades kompositioner skal foruden de forannævnte endnu kun fremhæves hans arbejder for teatret: balletten "Napoli" (1842 og operaen "Mariotta" (opført 1850 uden synderligt held); af de talrige "lejlighedskompositioner" den smukke "Festmusik ved Universitetets 400 Aars Fest" (1879) samt endelig det interessante fragment: "Baldurs Drøm" (1857—58) (hvori en fremtrædende wagnersk påvirkning).

### Hæderfulde stillinger
I 1851 blev Gade ansat som organist ved Garnisons Kirke, i 1858 forflyttedes han til Holmens Kirke og beklædte organistpladsen der til sin død. I 1862 var Gade en kort tid kapelmester ved Det kgl. Teater, en stilling, han snart opgav, da han fandt den uforenelig med sin natur og sine øvrige interesser. I 1867 stiftedes det københavnske musikkonservatorium (af Moldenhawer) væsentlig efter Gades plan, og han, der besad megen administrativ evne blev også her den ledende ånd. I 1856 udnævntes Gade til professor og i 1879 til æresdoktor i filosofi ved Københavns Universitet.
Disse og talrige andre Udmærkelser, der blev Gade til del både hjemme og ude, (men som han med sin sunde natur ikke vurderede alt for højt), bidrog til at befæste hans omtrent uantastede førerstilling, til hvilken hans kloge og myndige, men dog elskværdige, ja godmodige personlighed og hans med flid erhvervede, ikke just dybtgående, men meget alsidige dannelse gjorde ham velskikket. Den samtidige musikhistoriker A. Hammerich bemærkede, at en kommende historiker vil betegne tiden 1850-90 som "Gades Tidsalder". Om i hvor høj yndest Gade stod hos udlandets musikpublikum, vidner de talrige koncertrejser, han på opfordring foretog - således 1871 til "Beethoven-Fest" i Bonn, 1873 til Holland, 1876 og 1882 til England - på hvilke han fejredes på den mest ærefulde måde både som komponist og dirigent.
Efter Gades død svækkedes interessen for hans kunst i udlandet en del, men i den danske musik har han fremdeles stået som en uovertruffet kunstner. Hans studerende i komposition var August Winding, Carl Nielsen, Louis Glass og Fini Henriques.
En statue af Gade udført af Vilhelm Bissen blev opstillet på Sankt Annæ Plads.